# 서울특별시도 제41호선 (안내용)

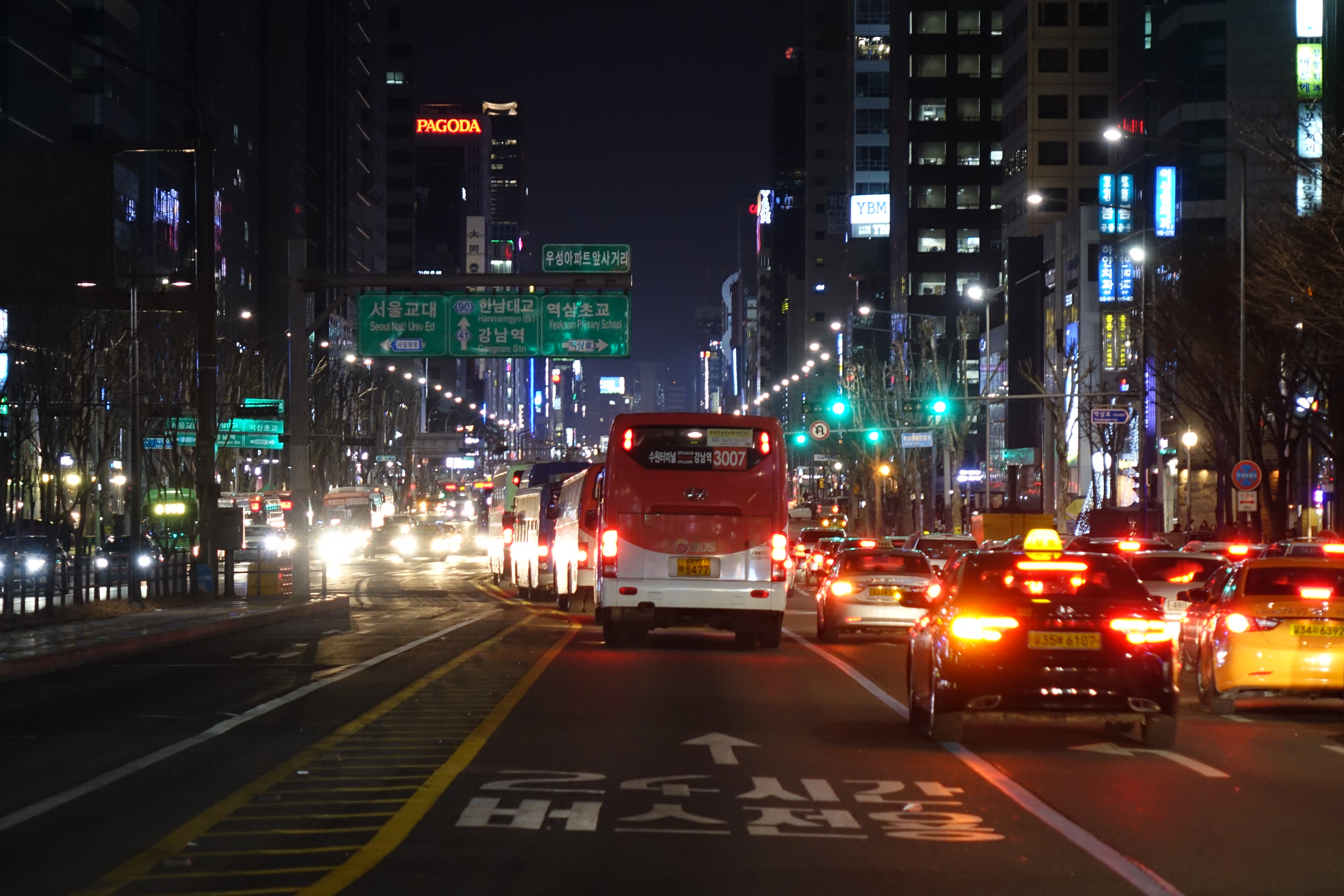

서울특별시도 제41호선은 서울특별시 서초구 내곡동 내곡 나들목에서 강북구 우이동 도선사 종점까지 이르는 서울특별시도로, 도로안내를 위해 부여된 번호이다. 이 특별시도는 내곡 나들목에서 시작하여 헌릉로와 강남대로를 따라 한남대교에 이른다. 이 교량을 넘고 북한남 삼거리에서 우회전한 다음에 버티고개 삼거리에서 좌회전하여 국립극장을 통과하며 동대입구역 사거리에 이른다. 거기서 좌회전하여 동호로를 거쳐 혜화동 대학로와 연결된다. 혜화동 로터리에서 우회전한 후 4호선을 따라 길음역 사거리에 다다른다. 또 여기서 좌회전하여 삼양로가 연결된다. 결국 이 도로는 우이동 도선사 종점에서 끝난다. 이 도로의 총 연장은 27.5km이고, 서울특별시 남북측 시도 중의 네 번째 노선이다.

## 구성
- 헌릉로 - 강남대로 - 한남대로 - 장충단로 - 동호로 - 대학로 - 창경궁로 - 동소문로 - 삼양로

## 경유지
서울특별시
- 서초구 내곡동, 양재동 - 서초구 / 강남구 - 용산구 - 중구 - 종로구 - 성북구 - 강북구 - 강북구 수유동 / 도봉구 쌍문동

## 노선
| 도로명                           | 이름                                                            | 접속 노선                                                                           | 소재지      | 소재지            | 비고               |
| 헌릉로 직결                      | 헌릉로 직결                                                     | 헌릉로 직결                                                                         | 헌릉로 직결 | 헌릉로 직결       | 헌릉로 직결        |
| -------------------------------- | --------------------------------------------------------------- | ----------------------------------------------------------------------------------- | ----------- | ----------------- | ------------------ |
| 헌릉로                           | 내곡 나들목                                                     | 서울특별시도 제51호선 (분당내곡로)                                                  | 서울특별시  | 서초구            |                    |
| 헌릉로                           | 서울시 어린이병원                                               |                                                                                     | 서울특별시  | 서초구            |                    |
| 헌릉로                           | 염곡 나들목                                                     | 양재대로12길 (신원지하차도)                                                         | 서울특별시  | 서초구            |                    |
| 헌릉로                           | 청계산입구 교차로                                               | 청계산로                                                                            | 서울특별시  | 서초구            |                    |
| 헌릉로                           | 염곡사거리                                                      | 국도 제47호선 (양재대로)                                                            | 서울특별시  | 서초구            | 염곡지하차도 구간  |
| 강남대로                         | 염곡사거리                                                      | 국도 제47호선 (양재대로)                                                            | 서울특별시  | 서초구            | 염곡지하차도 구간  |
| aT센터 교차로                    | 동산로                                                          |                                                                                     | 서울특별시  | 서초구            |                    |
| 시민의숲 교차로 (양재시민의숲역) | 매헌로                                                          |                                                                                     | 서울특별시  | 서초구            |                    |
| 영동1교 교차로                   | 마방로                                                          |                                                                                     | 서울특별시  | 서초구            |                    |
| 영동1교                          |                                                                 |                                                                                     | 서울특별시  | 서초구            |                    |
| (이름 없음)                      | 양재천로                                                        |                                                                                     | 서울특별시  | 서초구            |                    |
| 교육개발원입구 교차로            | 바우뫼로                                                        |                                                                                     | 서울특별시  | 서초구            |                    |
| 양재역 교차로                    | 서울특별시도 제92호선 (남부순환로)                              | 서:서초구 동:강남구                                                                 | 서울특별시  |                   |                    |
| 뱅뱅사거리                       | 효령로 도곡로                                                   | 서:서초구 동:강남구                                                                 | 서울특별시  |                   |                    |
| 우성아파트앞 사거리              | 사임당로 역삼로                                                 | 서:서초구 동:강남구                                                                 | 서울특별시  |                   |                    |
| 강남역 교차로                    | 서울특별시도 제90호선 (서초대로, 테헤란로)                      | 서:서초구 동:강남구                                                                 | 서울특별시  |                   |                    |
| 교보타워사거리 (신논현역)        | 사평대로 봉은사로                                               | 서:서초구 동:강남구                                                                 | 서울특별시  | 구 제일생명사거리 |                    |
| 논현역 교차로                    | 신반포로 학동로                                                 | 서:서초구 동:강남구                                                                 | 서울특별시  | 구 영동사거리     |                    |
| 신사역 교차로                    | 나루터로 도산대로                                               | 서:서초구 동:강남구                                                                 | 서울특별시  |                   |                    |
| 한남대교남단 나들목              | 경부고속도로 잠원로 압구정로 올림픽대로 (서울특별시도 제88호선) | 서:서초구 동:강남구                                                                 | 서울특별시  |                   |                    |
| 한남대교                         |                                                                 | 강남구                                                                              | 서울특별시  |                   |                    |
| 한남대로                         | 한남대교북단 나들목                                             | 국도 제46호선 (강변북로) 국가지원지방도 제23호선 (강변북로) (서울특별시도 제70호선) | 서울특별시  | 용산구            |                    |
| 한남대로                         | 한남오거리                                                      | 독서당로 대사관로                                                                   | 서울특별시  | 용산구            | 한남2고가차도 구간 |
| 한남대로                         | (한남1고가차도 입구)                                            | 삼일대로                                                                            | 서울특별시  | 용산구            |                    |
| 한남대로                         | 북한남삼거리                                                    | 이태원로                                                                            | 서울특별시  | 용산구            |                    |
| 한남대로                         | (이름 없음)                                                     | 소월로                                                                              | 서울특별시  | 용산구            |                    |
| 한남대로                         | (버티고개삼거리)                                                | 다산로                                                                              | 서울특별시  | 용산구            |                    |
| 장충단로                         | (버티고개삼거리)                                                | 다산로                                                                              | 서울특별시  | 용산구            |                    |
| 국립극장 교차로                  | 남산공원길                                                      | 중구                                                                                | 서울특별시  |                   |                    |
| 남산2호터널입구 교차로           | 녹사평대로58길 (남산2호터널)                                    | 중구                                                                                | 서울특별시  |                   |                    |
| 동국대학교앞 교차로              |                                                                 | 중구                                                                                | 서울특별시  |                   |                    |
| 장충체육관 교차로 (동대입구역)   | 동호로 장충단로                                                 | 중구                                                                                | 서울특별시  |                   |                    |
| 장충체육관 교차로 (동대입구역)   | 동호로 장충단로                                                 | 중구                                                                                | 서울특별시  | 동호로            |                    |
| 퇴계로5가 교차로                 | 퇴계로                                                          | 중구                                                                                | 서울특별시  |                   |                    |
| 오장동사거리                     | 마른내로                                                        | 중구                                                                                | 서울특별시  |                   |                    |
| 을지로5가 교차로                 | 서울특별시도 제60호선 (을지로)                                  | 중구                                                                                | 서울특별시  |                   |                    |
| 청계5가 교차로                   | 청계천로                                                        | 중구                                                                                | 서울특별시  |                   |                    |
| 청계5가 교차로                   | 청계천로                                                        | 종로구                                                                              | 서울특별시  |                   |                    |
| 종로5가 교차로 (종로5가역)       | 국도 제6호선 (종로)                                             |                                                                                     | 서울특별시  |                   |                    |
| 종로5가 교차로 (종로5가역)       | 국도 제6호선 (종로)                                             | 대학로                                                                              | 서울특별시  |                   |                    |
| (이름 없음)                      | 김상욱로                                                        |                                                                                     | 서울특별시  |                   |                    |
| 이화사거리                       | 서울특별시도 제50호선 (율곡로)                                  |                                                                                     | 서울특별시  |                   |                    |
| 혜화역                           |                                                                 |                                                                                     | 서울특별시  |                   |                    |
| 혜화동로터리                     | 창경궁로 혜화로                                                 |                                                                                     | 서울특별시  |                   |                    |
| 혜화동로터리                     | 창경궁로 혜화로                                                 | 창경궁로                                                                            | 서울특별시  |                   |                    |
| 한성대입구역 교차로 (삼선교)     | 성북로 삼선교로                                                 | 성북구                                                                              | 서울특별시  |                   |                    |
| 한성대입구역 교차로 (삼선교)     | 성북로 삼선교로                                                 | 성북구                                                                              | 서울특별시  | 동소문로          |                    |
| 성북구청입구 교차로              | 보문로                                                          | 성북구                                                                              | 서울특별시  |                   |                    |
| 성신여대입구역 교차로            | 아리랑로 동소문로20길                                           | 성북구                                                                              | 서울특별시  |                   |                    |
| 미아리고개                       | 북악산로                                                        | 성북구                                                                              | 서울특별시  |                   |                    |
| 길음교 교차로                    | 서울특별시도 제20호선 (정릉로)                                  | 성북구                                                                              | 서울특별시  |                   |                    |
| 길음역 교차로                    | 동소문로                                                        | 성북구                                                                              | 서울특별시  |                   |                    |
| 길음역 교차로                    | 동소문로                                                        | 성북구                                                                              | 서울특별시  | 삼양로            |                    |
| 서울미아초등학교                 | 숭인로 삼양로13길                                               | 성북구                                                                              | 서울특별시  |                   |                    |
| 삼양동사거리                     | 솔샘로                                                          | 강북구                                                                              | 서울특별시  |                   |                    |
| 삼양시장 교차로                  | 솔매로                                                          | 강북구                                                                              | 서울특별시  |                   |                    |
| (이름 없음)                      | 수유로 삼양로77길                                               | 강북구                                                                              | 서울특별시  |                   |                    |
| 화계사입구 교차로                | 덕릉로                                                          | 강북구                                                                              | 서울특별시  |                   |                    |
| 우이초등교앞 교차로              | 삼각산로                                                        | 강북구                                                                              | 서울특별시  |                   |                    |
| 국립4.19민주묘지입구사거리       | 4.19로 한천로                                                   | 강북구                                                                              | 서울특별시  |                   |                    |
| 덕성여자대학교 도봉도서관        |                                                                 | 서:강북구 동:도봉구                                                                 | 서울특별시  |                   |                    |
| 청한빌라앞 교차로                | 해등로                                                          | 서:강북구 동:도봉구                                                                 | 서울특별시  |                   |                    |
| (도선사 입구)                    | 방학로 삼양로177길 삼양로179길                                  | 강북구                                                                              | 서울특별시  |                   |                    |
| 삼양로181길 직결                 |                                                                 |                                                                                     |             |                   |                    |

## 연결도로
내곡 나들목에서 헌릉로를 따라서 직진하면 복정역을 지나 지방도 제342호선으로 이어져 성남시나, 남한산성으로 향한다. 도선사 종점에서는 직진하면 양주시 장흥면으로 연결되고, 우측으로 돌아가면 조선 연산군의 묘와 정의공주묘를 지나 서울특별시도 제51호선|방학사거리가 나오고 계속 직진하면 노원구 상계동이 나온다.

## 일방통행 구간
대학로의 시작점인 종로5가 사거리에서 이화사거리 구간은 일방통행구간 이었으나, 해제되어 현재는 청계5가 방향이 1차로, 혜화동 방향이 3차로로 이루어져 있다.
그러나, 종로5가 사거리에서는 혜화동에서 청계5가 방향으로의 직진은 불가능하기 때문에 이화사거리에서 우회전 하여 원남동사거리에서 좌회전한 다음에 종로4가 사거리에서 다시 한 번 좌회전 하고 종로5가 사거리에서 우회전을 하는 것이 좋다.

## 중앙버스전용차로와경전철계획
이 시도에서 현재 중앙버스전용차로가 시행되는 곳은 두곳으로, 강남대로와 동소문로 ~ 미아로 구간이다. 먼저 강남대로의 경우 교육개발원 사거리에서 신사역 사거리 (길이 4.9km)까지 설치되어 있다. 또한 동소문로 ~ 미아로 구간은 혜화동로터리에서 길음역 사거리 (연장 3.2km) 사이에 버스 중앙 전용 차로가 설치되어 있다.
또한 이 도로 중에서 삼양사거리에서 도선사 종점까지 (길이 5.1km) 우이 ~ 신설 경전철이 계획되어 있다. 이 경전철은 1조 4천억 원 규모로 수익형 민자사업 (BTO)방식으로 건설되며 오는 2017년에 완공할 계획이다.